# Heinz Ohlsen
Heinz Ohlsen; eigentlich Heinz Gustav Hans Öhlschläger (* 12. Februar 1922 in Berlin; † 1999) war ein deutscher Schauspieler und Hörspielsprecher.

## Leben
Heinz Ohlsen wurde als Sohn des Schauspieler-Ehepaares Fred Öhlschläger-Ohlsen und Margarethe Ruth Meurer geboren. Bereits in den Jahren 1934 bis 1938 spielte er als Kinderdarsteller an Theatern in Berlin, Guben und Frankfurt/Oder. Nach dem Abitur hatte er von 1940 bis 1943 ein Engagement am Schillertheater in Berlin. Danach nahm er als Soldat an dem Zweiten Weltkrieg teil. Weitere Bühnenstationen waren von 1947 bis 1948 das Landestheater in Hannover und von 1951 bis 1953 erneut das Schillertheater in Berlin.
In den 1940er und 1950er Jahren wirkte Heinz Ohlsen in verschiedenen Filmproduktionen mit. Darunter befanden sich 1941 der nationalsozialistische Propagandafilm Mein Leben für Irland von Max W. Kimmich mit Anna Dammann, Werner Hinz und René Deltgen und 1942 das Melodram Schicksal von Géza von Bolváry mit Heinrich George, Gisela Uhlen und Will Quadflieg. Heinz Ohlsen spielte aber auch in Unterhaltungsfilmen wie 1951 Grenzstation 58 von Harry Hasso mit Hansi Knoteck, Mady Rahl und Heinz Engelmann und 1958 Der eiserne Gustav von Georg Hurdalek mit Heinz Rühmann, Lucie Mannheim und Ernst Schröder.
Im Jahr 1952 war er zudem in dem Hörspiel Jasons letzte Nacht in der Regie von Hanns Korngiebel zu hören. Neben ihm sprachen Ewald Balser, Alfred Balthoff und Joana Maria Gorvin.
Heinz Ohlsen war mehrfach verheiratet und hatte mehrere Söhne und Töchter. Die in München wegen ihrer auffälligen Erscheinung bekannt gewordenen Zwillinge Stefan und Christian Öhlschläger geben an, Söhne Heinz Ohlsens zu sein. Nach Darstellung von Ohlsens Sohn Detlef heißen Ohlsens Zwillingssöhne indes Christoph und Siegfried.

## Filmografie (Auswahl)
- 1940: Zwei Welten
- 1940: Der Kleinstadtpoet
- 1941: Mein Leben für Irland
- 1941: Leichte Muse
- 1942: Schicksal
- 1950: Amor am Steuer
- 1951: Grenzstation 58
- 1958: Der eiserne Gustav